# Acireale
Acireale é uma comuna italiana da região da Sicília, província de Catania, com cerca de 51.601 habitantes. Estende-se por uma área de 39 km², tendo uma densidade populacional de 1246 hab/km². Faz fronteira com Aci Castello, Aci Catena, Aci Sant'Antonio, Giarre, Riposto, Santa Venerina, Zafferana Etnea.
É sede episcopal da Sicília. Possui águas termais sulfurosas. Indústrias de tecidos, algodão e filigranas.

## Demografia
| Variação demográfica do município entre 1861 e 2011                               |
|                                                                                   |
| Fonte: Istituto Nazionale di Statistica (ISTAT) - Elaboração gráfica da Wikipedia |